# Acer 'Eurostar'
Acer 'Eurostar é uma espécie de árvore do gênero Acer, pertencente à família Aceraceae.